# Rymanów
Rymanów is een stad in het Poolse woiwodschap Subkarpaten, gelegen in de powiat Krośnieński. De oppervlakte bedraagt 12,39 km², het inwonertal 3608 (2005).

## Geboren
- Isidor Isaac Rabi (1898-1988), Amerikaans natuurkundige en Nobelprijswinnaar (1944)